# Птеростигма
Птерости́гма (від дав.-гр. πτερόν — «крило» і грец. στίγματος — «знаки») — група комірок на передньому краї обох пар крил комах. Комірки цієї групи товстіші і темніші ніж решта комірок крилової платівки. Птеростігми відомі у частини комах декількох рядів: бабок, верблюдок,скорпіонниць, сіноїдів, перетинчастокрилих.

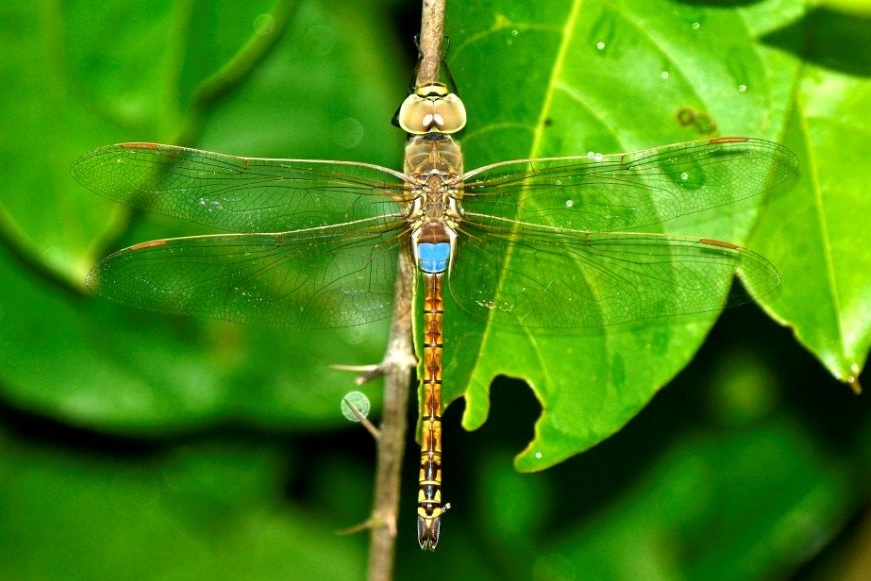
Індійська бабка Anax ephippiger. Добре видно птеростигми - вузенькі рудуваті цяточки на вершині кожного з чотирьох крил

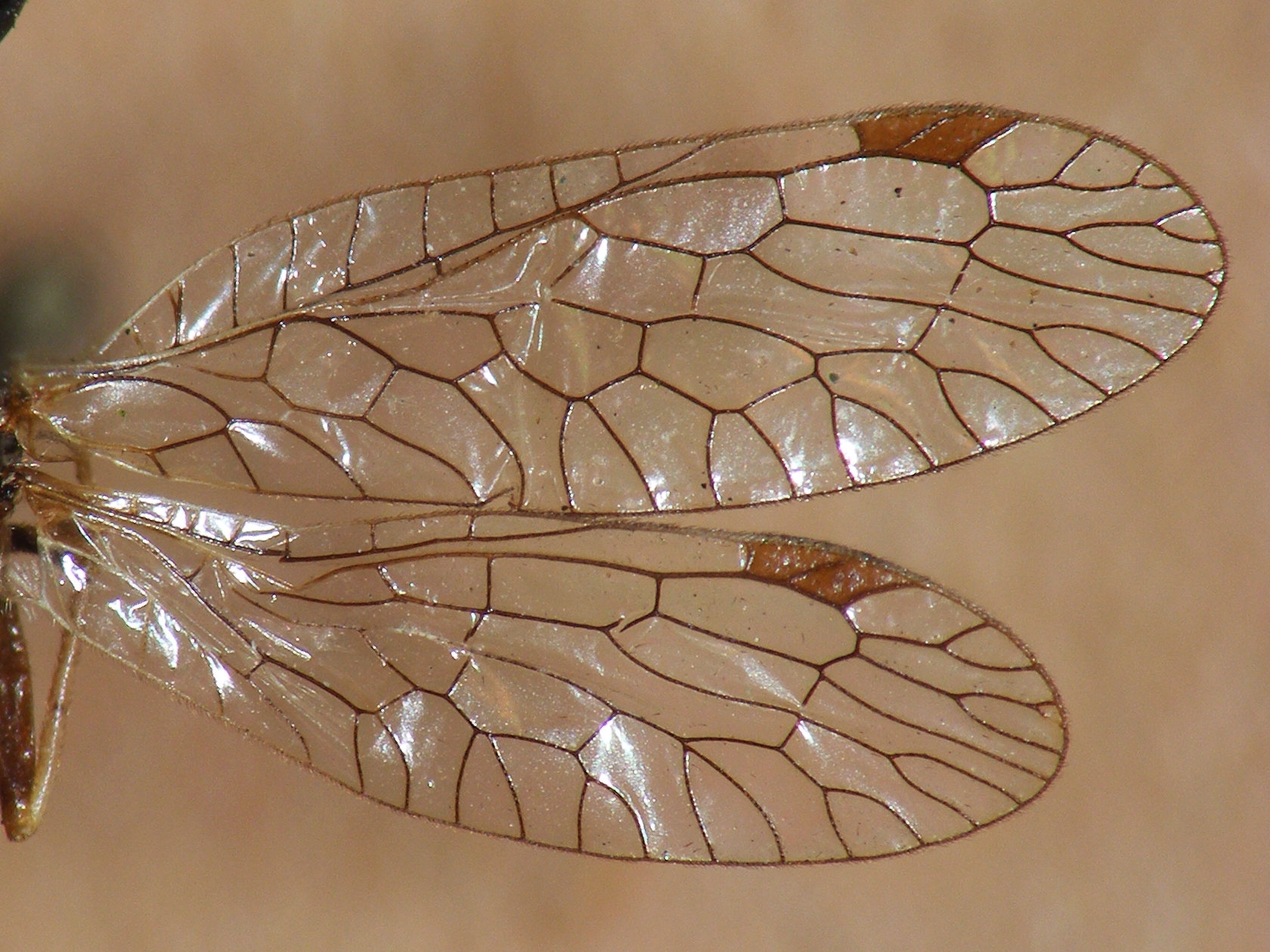
Птеростигми на крилах тонковусої верблюдки (Raphidia ophiopsis)

Ось так виглядяє птеростигма сіноїда Perucania longiareola під мікроскопом

Біологічне значення цієї структури достеменно невідоме. У науково-популярній літературі побутовує припущення, що птеростигма захищає крило від флаттеру — руйнівних вигинних коливань при критичних для матеріалу швидкостях. Експерименти показали, що у деяких видів бабок птеростигма, яка складає лише 0,1 % маси крила, дійсно, відсуває поріг його деформації на 10-25 %.  У інших дослідах видалення стигм викликало зміни у польоті бабок: він з прямолінійного ставав більш пурхаючим, комаха втрачала  можливість рівномірно  лопотати крилами .
За ще однією гіпотезою, у бабок птеростигми є амортизаторами: вони можуть попереджати злипання передніх та задніх (функціонально верхніх та нижніх) крил під час польоту, який відбувається завдяки лопотінню крилами. Ймовірно також, що обтяжуючи верхівки крил, птеростигми полегшують здіснення крилами помахів з великою амплітудою. У птеростигмах  розташовані численні нервові закінчення і знайдений зоровий пігмент родопсин. Враховуючи це, дехто вважає, що птеростигми допомагають під час польоту  оцінювати відстань до перешкод або здобичі
Деякі бабки з родини красуневі мають псевдоптеростигми. Темнуватим кольором вони схожі на птеростигми, але по структурі не відрізняються від оточуючої площини крила.  